# Каплиця Які
Каплиця Які, а точніше Каплиця Святого Ласло Які (угор. Jáki kápolna) — це будівля ХХ ст. в міському парку Варошлігет Будапешта, що імітує церкву та спочатку була збудована для нерелігійних цілей. Каплиця Які є частиною замку Вайдагуняд, але її будівля не належить Угорському сільськогосподарському музею, а перебуває під управлінням Угорської католицької церкви та є частиною Будапештського XIV району. Вона належить до Церкви Святого Духа Гермінамезой (храм на площі Кошице) у районі Будапешта та до парафії Святого Духа Будапешт-Гермінамезой. Рік будівництва: 1896.

## Історія
ЇЇ було збудовано як частину так званої романської будівельної групи історичної пам'ятки тисячоліття. ЇЇ проєктувальником — як і інших частин комплексу будівель — був Ігнац Альпар. Комплекс будівель був спочатку збудований у 1896 році з дерева та штукатурки, але до 1899 року його стан погіршився, і його знесли. Комплекс, популярний серед громадськості, був перебудований між 1904 і 1908 роками, а романську будівельну групу було завершено останнього року, тепер вона виготовлена з міцних матеріалів. Спочатку вона була збудована не для релігійних цілей, а як бібліотека, але в 1915 році Медард Коль, єпископ-помічник Естергома, освятив її на честь короля Святого Ласло. Цікаво, що у 1938 році спільну Святу Месу відслужили не менше особистостей, ніж італійський кардинал-нунціатор Еудженіо Пачеллі, згодом Папа XII і кардинал Джованні Баттіста Монтіні, пізніше Папа VI Павло.
Церква наразі перебуває під управлінням Естергомсько-Будапештської архієпархії та періодично використовується для релігійних цілей.

## Особливості
Будівля була названа на честь церкви Які у Вашському повіті, оскільки вона є переважно її зменшеною копією та точною реплікою її брами. Однак, на відміну від церкви Які, вона має лише одну вежу, для якої Альпар запозичив деталі з мотивів вежі каплиці Святого Михайла в Кошицях, тоді як її план поверхні подібний до плану церкви в Лебень.

## Галерея

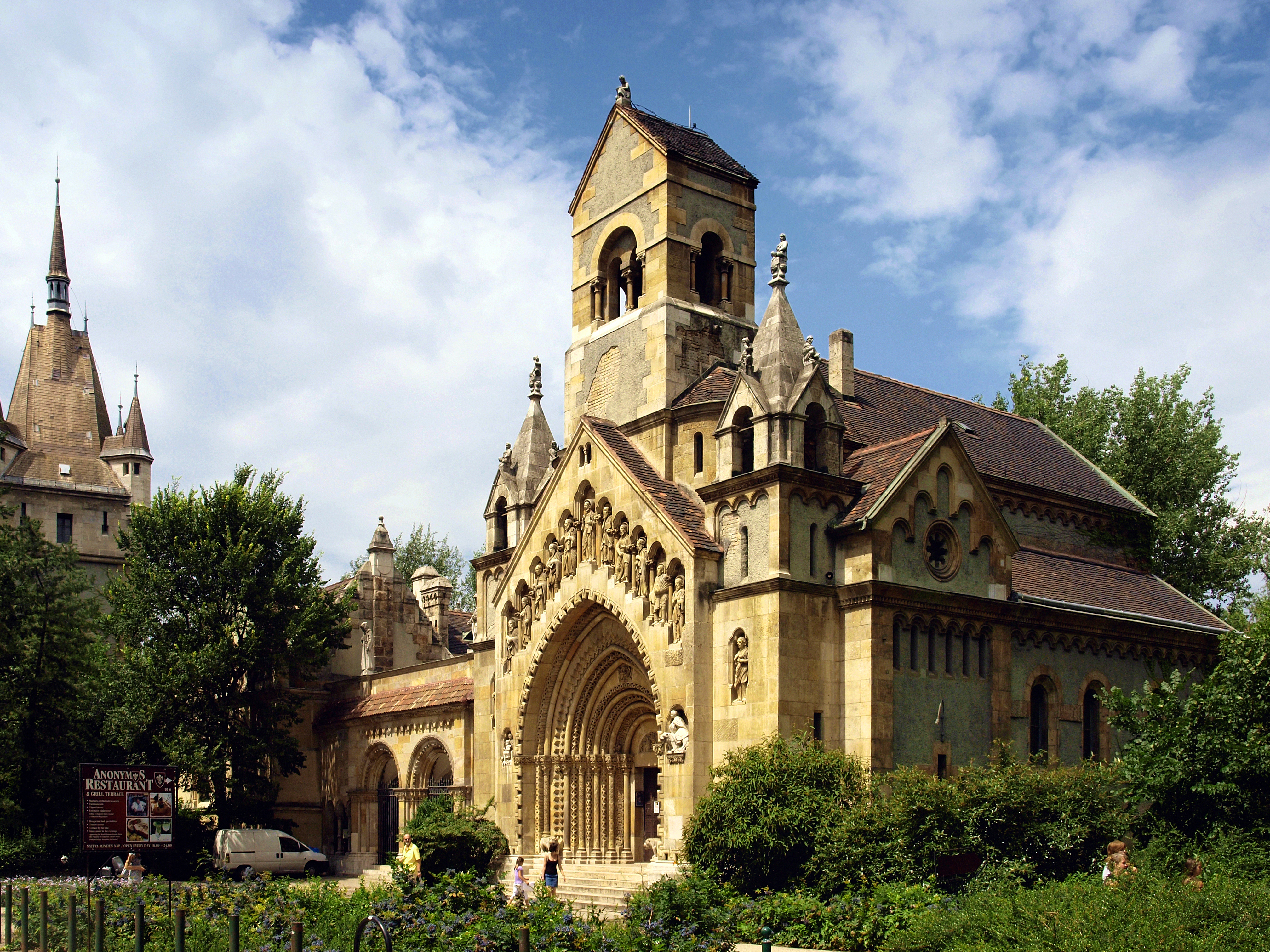
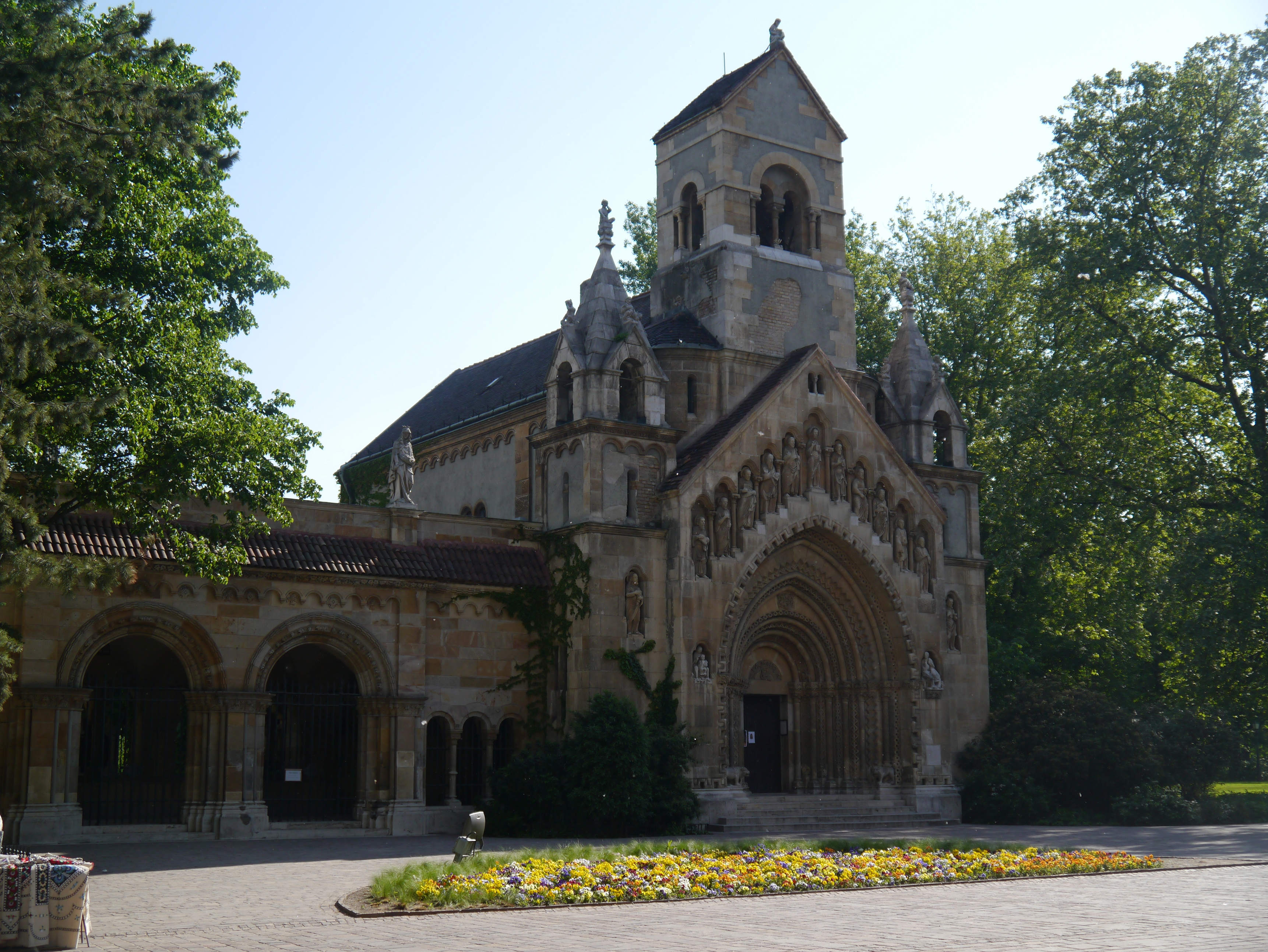
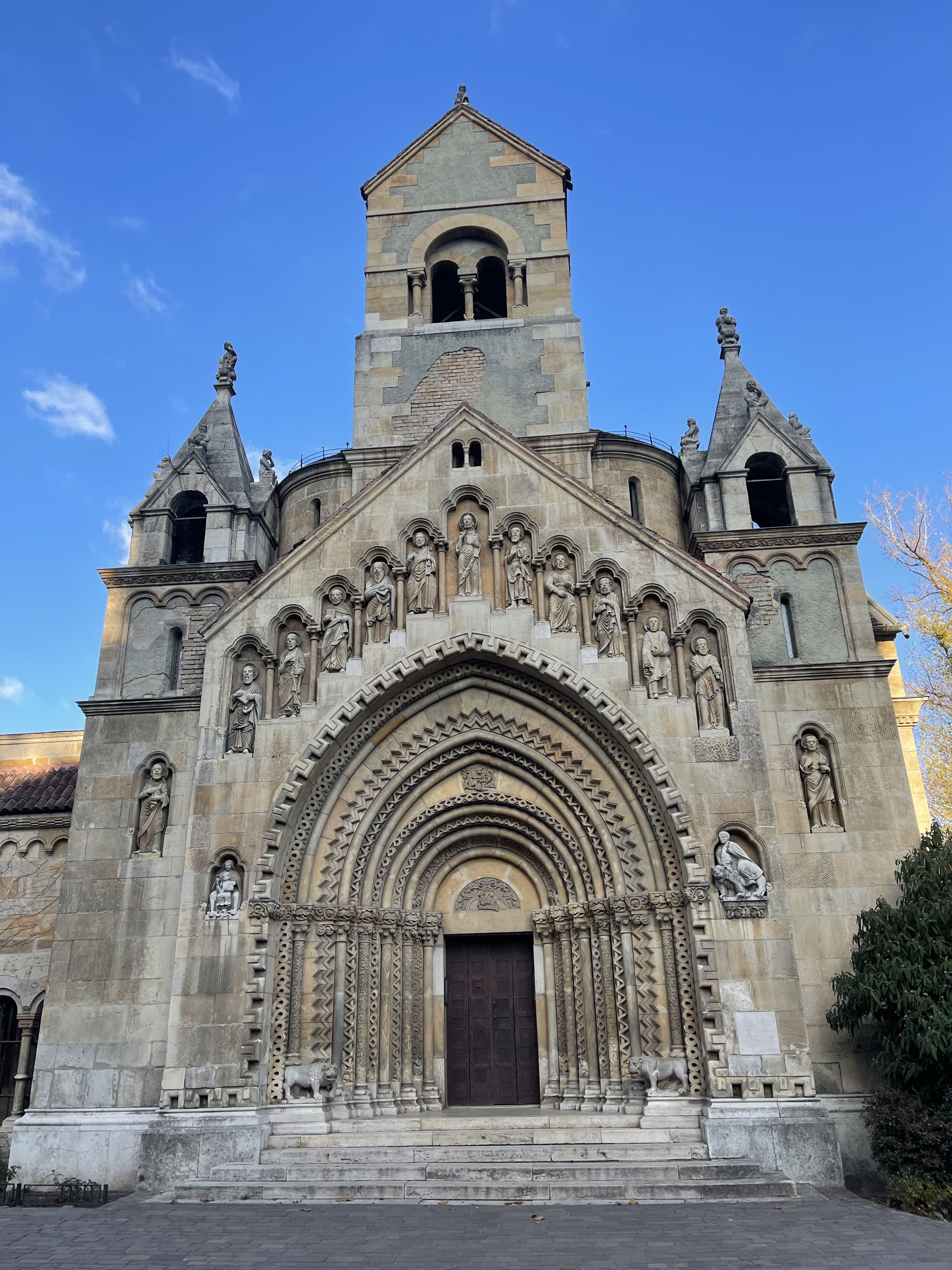
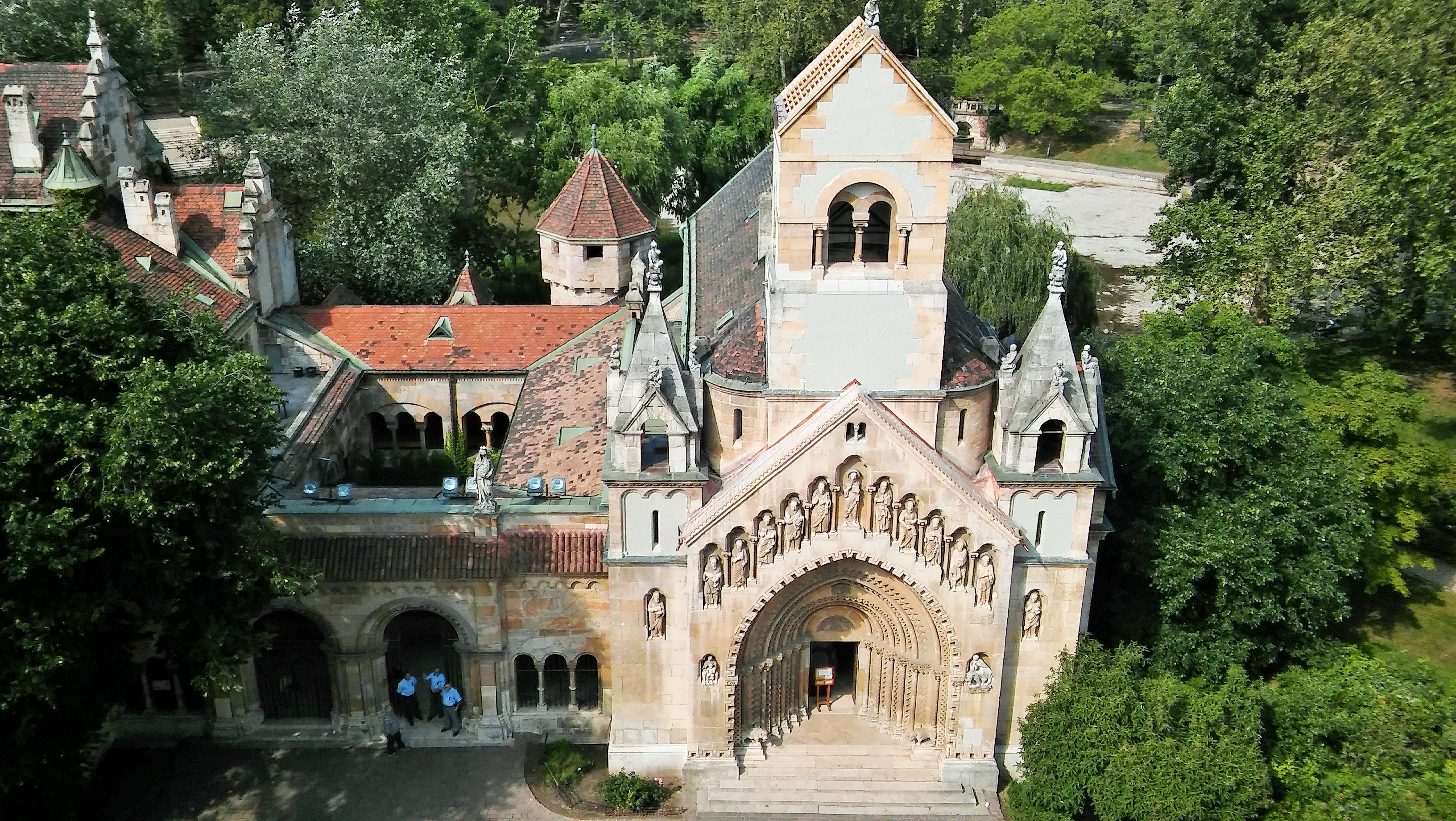
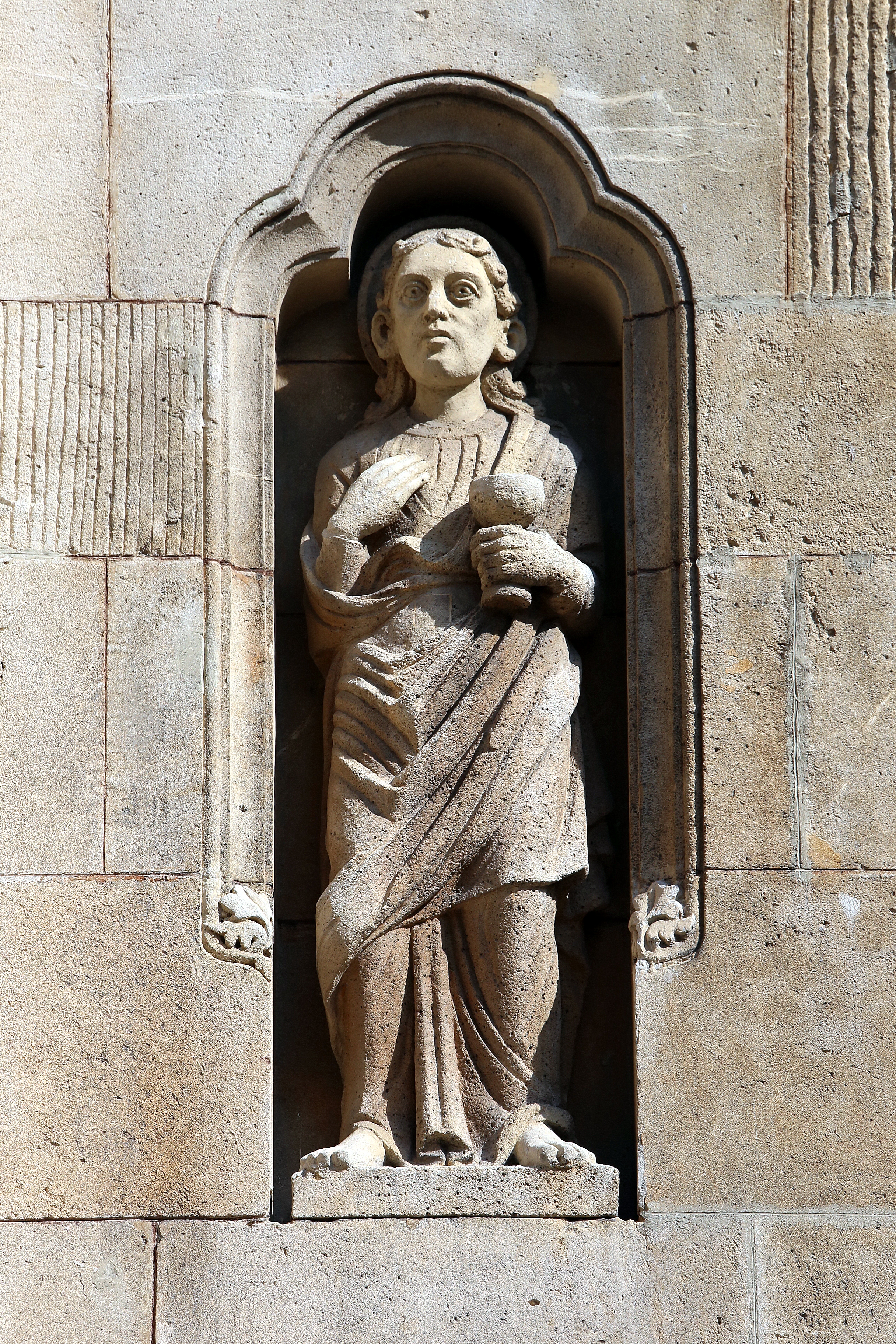
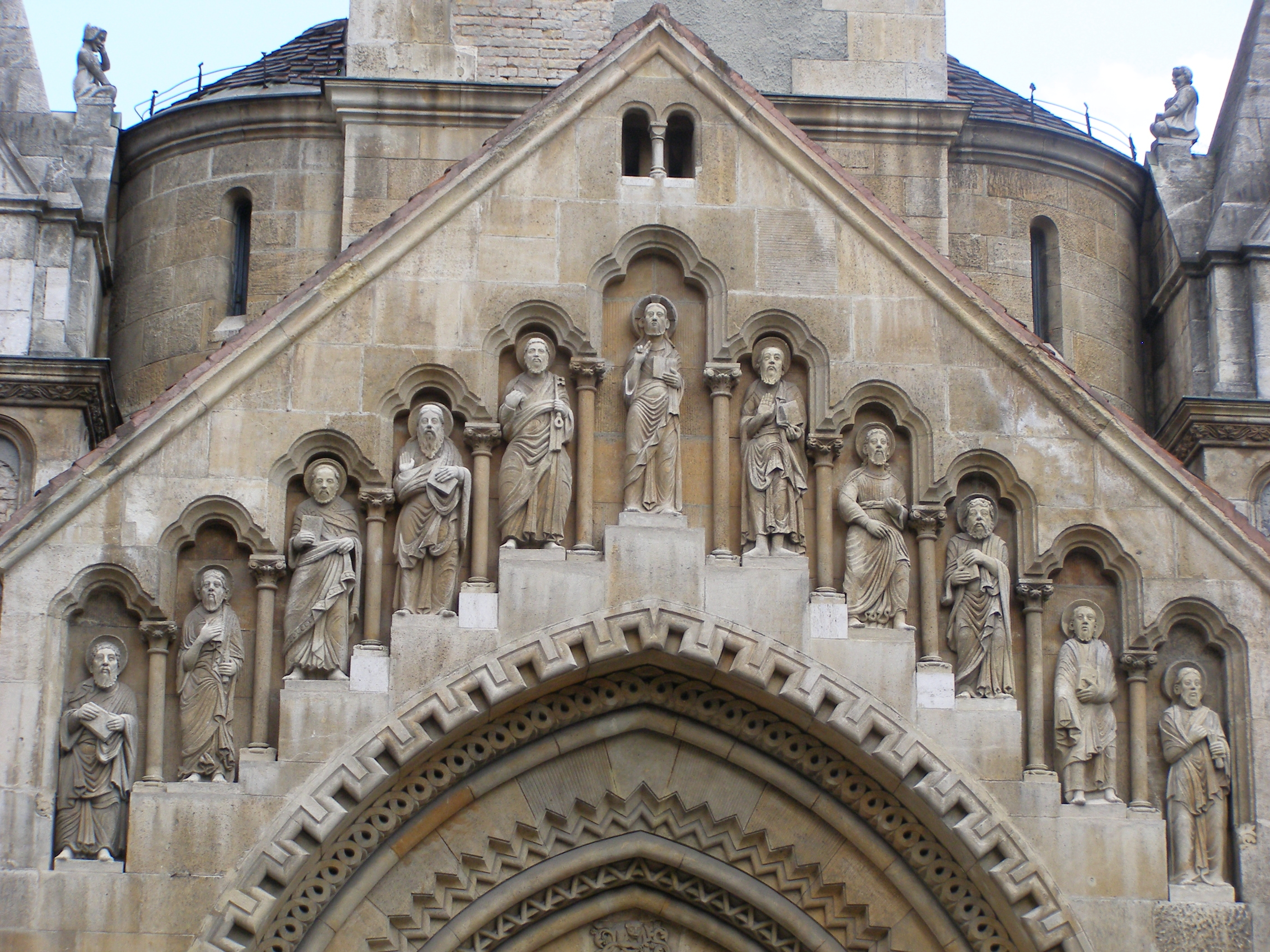
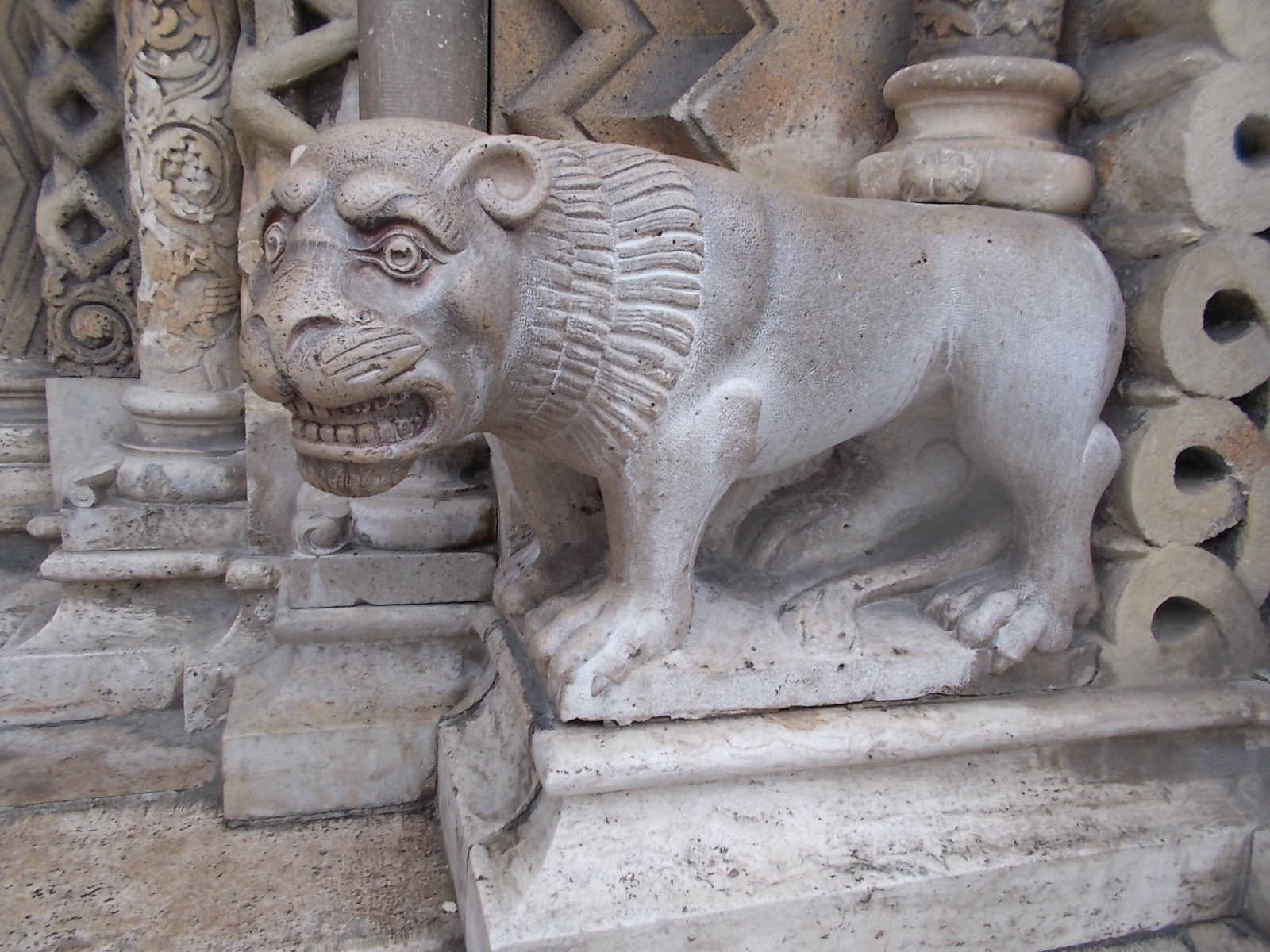

## Інша література
- Каплиці «Які» 70 років. У: Уй Ембер, 1985. 4 серпня. , 6. він.